# Portia assamensis
Portia assamensis är en spindelart som beskrevs av Fred R. Wanless 1978. Portia assamensis ingår i släktet Portia och familjen hoppspindlar. Inga underarter finns listade i Catalogue of Life.